# 定南県
定南県（ていなん-けん）は中華人民共和国江西省贛州市に位置する県。

## 行政区画
- 鎮:歴市鎮、巋美山鎮、老城鎮、天九鎮、竜塘鎮、嶺北鎮、鵝公鎮

## 交通

### 鉄道
- 中国国家鉄路集団
  - 贛深旅客専用線（中国語版）
    - 定南南駅

  - 京九線
    - 定南駅

### 道路
- 高速道路
  - 竜河高速道路
  - S41 寧定高速道路
  - S86 定南連絡道路